# Benji Wang
Benji Wang (王宏文) est un acteur taïwanais né le 20 mai 1982.

## Séries TV
- Confucius (CTV, 2012)
- Love Buffet (FTV, 2010, ep1)
- Black and White (PTS, 2009)
- K.O.3an Guo (FTV, 2009)
- Love Catcher (TTV, 2008)